# Рикер, Билл
Уильям (Билл) Эдвин Рикер (англ. William Edwin Ricker; 11 августа 1908, Уотердаун — 8 сентября 2001) — канадский зоолог и энтомолог. Известен как один из основоположников науки о рыболовстве и автор модели Рикера. Один из ведущих специалистов по систематике веснянок.

## Биография
Родился 11 августа 1908 года в Уотердауне в штате Онтарио. Его отец был школьным учителем. В 1930 году окончил Торонтский университет. В 1931 году получил магистерскую, а в 1936 году докторскую степень. В 1939 году уехал в США, где работал профессором зоологии в Индианском университете в Блумингтоне. В 1950 году вернулся в Канаду стал редактором журнала Journal of the Fisheries Research Board, издаваемого Тихоокеанской биологической станцией. В 1973 году вышел на пенсию. Умер 8 сентября 2001 года. В 10 ноября 2002 года прах Билла Рикера помещен под сосну на вершине горы Бенсон в окрестностях города Нанаймо.

## Научные достижения
Известен как один из основоположников науки о рыболовстве. Самыми известными и востребованными его публикациями в этом направлении являются статья 1954 года о запасах и пополнении и Справочник по вычислениям для биологической статистики популяций рыб (англ. Handbook of Computation for Biological Statistics of Fish Populations) впервые опубликованный в 1958 году. Он разработал уравнение и на её основе модель роста популяции, которые названы соответственно уравнением и моделью Рикера. Эта модель позволяет описывать и анализировать динамику популяций организмов, зависимых от периодического изменения запасов пищевых ресурсов.
Рикер был одним из ведущих специалистов по систематике веснянок. Он описал 108 видов и 46 родов. При наименовании таксонов он использовал преимущественно испанские, индейские или русские слова. Разработал классификацию этого отряда на основе данных о строении гениталий.

## Награды
Рикер является обладателем 27 медалей и других наград, в том числе:
- Медаль Флавеля[англ.] (1970)
- Золотая медаль профессионального института государственной службы Канады (1966)
- Медаль Фрая[англ.] (1983)
- почетный доктор Манитобского университета
- почетный доктор Университета Далхаузи
- почетный доктор Гуэлфского университета
- Орден Канады (1986)

Американского общества рыболовов в 1995 году учредило премию Уильяма Э. Рикера за сохранение водных ресурсов. В честь Рикера названо канадское исследовательское судно

## Публикации
Он опубликовал 296 статей и книг, 238 переводов и 148 научных или художественных рукописей.
- Ricker W.E. Systematic studies in Plecoptera. Science Series No. 18. (англ.). — Bloomington: Indiana University Publications, 1952. — 200 p.
- Ricker W.E. Stock and Recruitment (англ.) // Journal of the Fisheries Research Board of Canada. — 1954. — P. 559–623.
- Ricker W.E. Handbook of Computations for Biological Statistics of Fish Populations. Bulletin of the Fisheries Research Board of Canada 119 (англ.). — Ontario: Fisheries Research Board of Canada, 1958. — 300 p.
- Ricker W.E. Russian–English Dictionary for Students of Fisheries and Aquatic Biology. Bulletin of the Fisheries Research Board of Canada 183 (англ.). — Ontario: Fisheries Research Board of Canada, 1973. — 428 p.
- Ricker, W.E. & Ross H.H. Synopsis of the Brachypterinae (Insects, Plecoptera, Taeniopterygidae) (англ.) // Canadian Journal of Zoology. — 1975. — Vol. 53. — P. 132–153.